# Rioteria rufitibia
Rioteria rufitibia là một loài ruồi trong họ Tachinidae.